# Clodomiro Ledesma
Clodomiro Ledesma é uma junta de governo da província de Entre Ríos, na Argentina.